# Burdea
Burdea – wieś w Rumunii, w okręgu Ardżesz, w gminie Căldăraru. W 2011 roku liczyła 637 mieszkańców.